# Ortenberg
Ortenberg (em português:  Ortemberga [carece de fontes?]), é um município da Alemanha, no distrito de Ortenaukreis, na região administrativa de Freiburg , estado de Baden-Württemberg.